# شعار النيجر
شعار النيجر هو الشعار الرسمي لجمهورية النيجر و يتكون الشعار المعلن عنه في 1 ديسمبر 1962 من درع باللون الذهبي أو الأبيض في المنتصف يحيط به يمينا ويسارا أربعة أعلام للدولة، اثنين من كل جانب. وعلى الدرع رمزا للشمس في المنتصف تقريبا وإلى اليسار منه رمح قائم يتعانق عليها سيفان من سيوف الطوارق التقليدية. وإلى اليمين من رمز الشمس ثلاثة فروع متشابكة من نبات الدخن على نفس هيئة الرمح والسيفين. وأسفل رمز الشمس هناك صورة لرأس البقر البرهامي (أو الدرباني). وأسفل الشعار يوجد شريط أبيض مكتوب عليه اسم الدولة «جمهورية النيجر» (بالفرنسية: Republique du Niger)‏.
وبالرغم من أن الدستور قام بتحديد ألوان الرموز المرسومة على الدرع الموجود بالشعار واعتماد اللون الذهبي الغامق لونا رسميا لها إلا أنه لم يقم بتحديد لونا محددا للدرع نفسه (حيث نجده أحيانا باللون الأبيض وأحيانا أخرى باللون الذهبي).

الشعار الرسمي للنيجر كما أقره دستور عام 1999.

في حين حدد دستور عام 1999 الفارق بين ختم شعار الجمهورية والذي لا يتم فيه تلوين الدرع وشعار الدولة والذي تم اعتماد اللون الأخضر الزيتوني لونا رسميا للدرع. وبالرغم من ذلك لا يتم استخدام اللون الأخضر للدروع على البنايات الحكومية أو الوثائق الرسمية حيث يظل استخدام اللون الأبيض للدروع مع اللون الذهبي للرموز فوقه. ويتم استخدام اللون الأبيض للدرع والذهبي للرموز المرسومة فوقه في السفارات وعلى الوثائق الرسمية في حين يظهر الموقع الرسمي لرئيس الجمهورية الشعار الرسمي للبلاد بدرع ذهبي أو أصفر اللون مع رموز مرسومة بالأسود مقابل درع ذهبي اللون ورموز مرسومة بدرجة أغمق من اللون الذهبي على حوائط البرلمان النيجري (الجمعية الوطنية).